# Större oahusumphöna
Större oahusumphöna (Zapornia ralphorum) är en förhistorisk utdöd fågel i familjen rallar inom ordningen tran- och rallfåglar som förekom i Hawaiiöarna.

## Utbredning och utdöende
Större oahusumphöna fanns tidigare på ön Oahu, där rester av fåglar har funnits vid ett flertal gånger i utgrävningar av tidiga bosättningar. Den överlevde på ön fram tills människor om till ön på 200-talet. Det är oklart varför den dog ut, men man kan spekulera att den jagades för kött och att dess ben och fjädrar användes som dekoration. Den kan också ha attackerats av polynesisk råtta som infördes med de tidiga bosättarna.

## Utseende
Större oahusumphönan var som namnet antyder den större av två arter sumphöns som fanns på ön. Den var en halvmeter hög, med en 2,5 centimeter lång näbb och en hals på 23 centimeter. Vingarna var dock endast knappt åtta centimeter långa, vilket gjorde att den inte kunde flyga. Fågeln var troligen brun, grå och svart likt sina nära och nyligen utdöda släktingar hawaiisumphöna (Zapornia sandwichensis) och laysansumphöna (Zapornia palmeri). Den levde troligen av frukter, löv och blommor från träd som fallit ner till marken.

## Systematik
Arten beskrevs i släktet Porzana, men DNA-studier visar dock att Gallirallus så som det traditionell är konstituerat är gravt parafyletiskt. De flesta auktoriteter delar därför idag upp ’'Porzana i flera släkten. I andra upplagan av Extinct Birds av Julian Hume förs mindre oahusumphönan till Zapornia, och denna linje följs här.

## Namn
Storrs Olson och Helen James som beskrev arten 1991 tillägnar den vännerna C. J. Ralph och Carol Pearson Ralph som enligt dem varit behjälpliga under deras forskning.